# Припонештиј де Жос (Галац)
Припонештиј де Жос (рум. Priponeștii de Jos) насеље је у Румунији у округу Галац у општини Припонешти. Oпштина се налази на надморској висини од 110 m.

## Становништво
Према подацима из 2002. године у насељу је живело 579 становника, од којих су сви румунске националности.